# Eleições presidenciais de 2016 em Viseu

## Resultados Oficiais
| Candidato               | Candidato                | Votos  | %               |
| ----------------------- | ------------------------ | ------ | --------------- |
|                         | Marcelo Rebelo de Sousa  | 27 733 | 62,05 / 100,00  |
|                         | António Sampaio da Nóvoa | 8 686  | 19,43 / 100,00  |
|                         | Marisa Matias            | 3 419  | 7,65 / 100,00   |
|                         | Vitorino Silva           | 1 471  | 3,29 / 100,00   |
|                         | Maria de Belém Roseira   | 1 417  | 3,17 / 100,00   |
|                         | Paulo de Morais          | 985    | 2,20 / 100,00   |
|                         | Edgar Silva              | 514    | 1,15 / 100,00   |
|                         | Henrique Neto            | 323    | 0,72 / 100,00   |
|                         | Jorge Sequeira           | 86     | 0,19 / 100,00   |
|                         | Cândido Ferreira         | 63     | 0,14 / 100,00   |
| Votos Inválidos         | Votos Inválidos          | 1 007  | 2,20 / 100,00   |
| Total                   | Total                    | 45 704 | 100,00 / 100,00 |
| Eleitorado/Participação | Eleitorado/Participação  | 95 923 | 47,65 / 100,00  |

## Resultados por Freguesia
Os resultados dos candidatos por freguesia foram os seguintes:
| Freguesia                          | %     | %     | %    | %    | %    | %    | %    | %    | %    | %    | Votantes |
| Freguesia                          | MRS   | ASN   | MM   | VS   | MBR  | PM   | ES   | HN   | JS   | CF   | Votantes |
| ---------------------------------- | ----- | ----- | ---- | ---- | ---- | ---- | ---- | ---- | ---- | ---- | -------- |
| Abraveses                          | 60,24 | 18,96 | 8,81 | 3,34 | 3,09 | 2,71 | 1,71 | 0,62 | 0,38 | 0,14 | 3 772    |
| Barreiros e Cepões                 | 68,45 | 14,89 | 3,56 | 5,22 | 4,58 | 1,40 | 1,15 | 0,38 | 0,38 | 0    | 803      |
| Boa Aldeia, Farminhão e Torredeita | 58,36 | 22,40 | 8,69 | 4,14 | 3,90 | 1,14 | 0,65 | 0,32 | 0,16 | 0,24 | 1 266    |
| Bodiosa                            | 75,45 | 9,03  | 6,07 | 3,72 | 2,14 | 1,38 | 1,45 | 0,62 | 0,07 | 0,07 | 1 479    |
| Calde                              | 71,19 | 14,64 | 4,78 | 2,93 | 3,85 | 1,08 | 0,46 | 0,77 | 0    | 0,31 | 664      |
| Campo                              | 66,71 | 16,35 | 7,26 | 3,39 | 2,05 | 2,09 | 1,11 | 0,67 | 0,31 | 0,04 | 2 290    |
| Cavernães                          | 67,72 | 14,63 | 7,03 | 4,30 | 3,01 | 1,58 | 0,57 | 1,00 | 0,14 | 0    | 713      |
| Cota                               | 68,29 | 16,26 | 6,30 | 3,46 | 3,66 | 0,41 | 0,20 | 1,02 | 0,20 | 0,20 | 506      |
| Coutos de Viseu                    | 62,26 | 20,89 | 5,43 | 3,06 | 3,20 | 1,81 | 2,65 | 0,56 | 0    | 0,14 | 729      |
| Fail e Vila Chã de Sá              | 63,96 | 18,95 | 7,76 | 3,08 | 4,39 | 1,03 | 0,56 | 0,28 | 0,09 | 0    | 1 100    |
| Fragosela                          | 65,47 | 18,97 | 6,26 | 3,31 | 2,95 | 1,75 | 0,64 | 0,37 | 0,09 | 0,18 | 1 100    |
| Lordosa                            | 69,99 | 13,16 | 6,27 | 3,57 | 4,55 | 1,35 | 0,25 | 0,62 | 0    | 0,25 | 819      |
| Mundão                             | 61,34 | 16,79 | 9,71 | 3,90 | 3,09 | 2,45 | 1,27 | 1,27 | 0,09 | 0,09 | 1 124    |
| Orgens                             | 58,84 | 19,14 | 9,30 | 3,85 | 3,98 | 2,39 | 1,47 | 0,67 | 0,18 | 0,18 | 1 668    |
| Povolide                           | 66,40 | 17,94 | 4,28 | 4,55 | 3,61 | 0,54 | 1,47 | 0,40 | 0,54 | 0,27 | 756      |
| Ranhados                           | 56,21 | 22,03 | 9,52 | 3,47 | 3,66 | 2,86 | 1,17 | 0,70 | 0,14 | 0,23 | 2 199    |
| Repeses e São Salvador             | 56,17 | 23,05 | 8,89 | 3,37 | 2,78 | 3,51 | 1,02 | 0,88 | 0,11 | 0,22 | 2 811    |
| Ribafeita                          | 74,62 | 13,38 | 5,85 | 2,92 | 1,85 | 0,46 | 0,46 | 0,46 | 0    | 0    | 659      |
| Rio de Loba                        | 62,81 | 18,50 | 7,79 | 3,49 | 3,05 | 2,04 | 1,15 | 0,79 | 0,23 | 0,15 | 4 033    |
| Santos Evos                        | 58,98 | 23,85 | 7,47 | 2,86 | 3,82 | 0,64 | 0,95 | 0,48 | 0,48 | 0,48 | 642      |
| São Cipriano e Vil de Souto        | 66,19 | 14,04 | 7,79 | 4,82 | 2,77 | 2,15 | 1,23 | 0,61 | 0,10 | 0,31 | 1 005    |
| São João de Lourosa                | 62,73 | 18,58 | 7,93 | 3,60 | 3,34 | 1,93 | 1,04 | 0,63 | 0,10 | 0,10 | 1 954    |
| São Pedro de France                | 72,15 | 14,37 | 4,89 | 2,37 | 3,85 | 0,59 | 0,44 | 1,04 | 0,15 | 0,15 | 690      |
| Silgueiros                         | 68,70 | 15,28 | 5,95 | 2,64 | 4,60 | 1,83 | 0,34 | 0,34 | 0,14 | 0,20 | 1 507    |
| Viseu                              | 57,66 | 23,65 | 7,88 | 2,59 | 2,85 | 2,84 | 1,33 | 0,91 | 0,21 | 0,09 | 11 415   |
| Viseu                              | 62,05 | 19,43 | 7,65 | 3,29 | 3,17 | 2,20 | 1,15 | 0,72 | 0,19 | 0,14 | 45 704   |

#### Abraveses
| Candidato               | Candidato                | Votos | %               |
| ----------------------- | ------------------------ | ----- | --------------- |
|                         | Marcelo Rebelo de Sousa  | 2 221 | 60,24 / 100,00  |
|                         | António Sampaio da Nóvoa | 699   | 18,96 / 100,00  |
|                         | Marisa Matias            | 325   | 8,81 / 100,00   |
|                         | Vitorino Silva           | 123   | 3,34 / 100,00   |
|                         | Maria de Belém Roseira   | 114   | 3,09 / 100,00   |
|                         | Paulo de Morais          | 100   | 2,71 / 100,00   |
|                         | Edgar Silva              | 63    | 1,71 / 100,00   |
|                         | Henrique Neto            | 23    | 0,62 / 100,00   |
|                         | Jorge Sequeira           | 14    | 0,38 / 100,00   |
|                         | Cândido Ferreira         | 5     | 0,14 / 100,00   |
| Votos Inválidos         | Votos Inválidos          | 85    | 2,25 / 100,00   |
| Total                   | Total                    | 3 772 | 100,00 / 100,00 |
| Eleitorado/Participação | Eleitorado/Participação  | 7 936 | 47,53 / 100,00  |

#### Barreiros e Cepões
| Candidato               | Candidato                | Votos | %               |
| ----------------------- | ------------------------ | ----- | --------------- |
|                         | Marcelo Rebelo de Sousa  | 538   | 68,45 / 100,00  |
|                         | António Sampaio da Nóvoa | 117   | 14,89 / 100,00  |
|                         | Vitorino Silva           | 41    | 5,22 / 100,00   |
|                         | Maria de Belém Roseira   | 36    | 4,58 / 100,00   |
|                         | Marisa Matias            | 28    | 3,56 / 100,00   |
|                         | Paulo de Morais          | 11    | 1,40 / 100,00   |
|                         | Edgar Silva              | 9     | 1,15 / 100,00   |
|                         | Henrique Neto            | 3     | 0,38 / 100,00   |
|                         | Jorge Sequeira           | 3     | 0,38 / 100,00   |
|                         | Cândido Ferreira         | 0     | 0,00 / 100,00   |
| Votos Inválidos         | Votos Inválidos          | 17    | 2,12 / 100,00   |
| Total                   | Total                    | 803   | 100,00 / 100,00 |
| Eleitorado/Participação | Eleitorado/Participação  | 1 994 | 40,27 / 100,00  |

#### Boa Aldeia, Farminhão e Torredeita
| Candidato               | Candidato                | Votos | %               |
| ----------------------- | ------------------------ | ----- | --------------- |
|                         | Marcelo Rebelo de Sousa  | 719   | 58,36 / 100,00  |
|                         | António Sampaio da Nóvoa | 276   | 22,40 / 100,00  |
|                         | Marisa Matias            | 107   | 8,69 / 100,00   |
|                         | Vitorino Silva           | 51    | 4,14 / 100,00   |
|                         | Maria de Belém Roseira   | 48    | 3,90 / 100,00   |
|                         | Paulo de Morais          | 14    | 1,14 / 100,00   |
|                         | Edgar Silva              | 8     | 0,65 / 100,00   |
|                         | Henrique Neto            | 4     | 0,32 / 100,00   |
|                         | Cândido Ferreira         | 3     | 0,24 / 100,00   |
|                         | Jorge Sequeira           | 2     | 0,16 / 100,00   |
| Votos Inválidos         | Votos Inválidos          | 34    | 2,69 / 100,00   |
| Total                   | Total                    | 1 266 | 100,00 / 100,00 |
| Eleitorado/Participação | Eleitorado/Participação  | 2 587 | 48,94 / 100,00  |

#### Bodiosa
| Candidato               | Candidato                | Votos | %               |
| ----------------------- | ------------------------ | ----- | --------------- |
|                         | Marcelo Rebelo de Sousa  | 1 094 | 75,45 / 100,00  |
|                         | António Sampaio da Nóvoa | 131   | 9,03 / 100,00   |
|                         | Marisa Matias            | 88    | 6,07 / 100,00   |
|                         | Vitorino Silva           | 54    | 3,72 / 100,00   |
|                         | Maria de Belém Roseira   | 31    | 2,14 / 100,00   |
|                         | Edgar Silva              | 21    | 1,45 / 100,00   |
|                         | Paulo de Morais          | 20    | 1,38 / 100,00   |
|                         | Henrique Neto            | 9     | 0,62 / 100,00   |
|                         | Jorge Sequeira           | 1     | 0,07 / 100,00   |
|                         | Cândido Ferreira         | 1     | 0,07 / 100,00   |
| Votos Inválidos         | Votos Inválidos          | 29    | 1,96 / 100,00   |
| Total                   | Total                    | 1 479 | 100,00 / 100,00 |
| Eleitorado/Participação | Eleitorado/Participação  | 3 307 | 44,72 / 100,00  |

#### Calde
| Candidato               | Candidato                | Votos | %               |
| ----------------------- | ------------------------ | ----- | --------------- |
|                         | Marcelo Rebelo de Sousa  | 462   | 71,19 / 100,00  |
|                         | António Sampaio da Nóvoa | 95    | 14,64 / 100,00  |
|                         | Maria de Belém Roseira   | 31    | 4,78 / 100,00   |
|                         | Marisa Matias            | 25    | 3,85 / 100,00   |
|                         | Vitorino Silva           | 19    | 2,93 / 100,00   |
|                         | Paulo de Morais          | 7     | 1,08 / 100,00   |
|                         | Henrique Neto            | 5     | 0,77 / 100,00   |
|                         | Edgar Silva              | 3     | 0,46 / 100,00   |
|                         | Cândido Ferreira         | 2     | 0,31 / 100,00   |
|                         | Jorge Sequeira           | 0     | 0,00 / 100,00   |
| Votos Inválidos         | Votos Inválidos          | 15    | 2,26 / 100,00   |
| Total                   | Total                    | 664   | 100,00 / 100,00 |
| Eleitorado/Participação | Eleitorado/Participação  | 1 938 | 34,26 / 100,00  |

#### Campo
| Candidato               | Candidato                | Votos | %               |
| ----------------------- | ------------------------ | ----- | --------------- |
|                         | Marcelo Rebelo de Sousa  | 1 497 | 66,71 / 100,00  |
|                         | António Sampaio da Nóvoa | 367   | 16,35 / 100,00  |
|                         | Marisa Matias            | 163   | 7,26 / 100,00   |
|                         | Vitorino Silva           | 76    | 3,39 / 100,00   |
|                         | Paulo de Morais          | 47    | 2,09 / 100,00   |
|                         | Maria de Belém Roseira   | 46    | 2,05 / 100,00   |
|                         | Edgar Silva              | 25    | 1,11 / 100,00   |
|                         | Henrique Neto            | 15    | 0,67 / 100,00   |
|                         | Jorge Sequeira           | 7     | 0,31 / 100,00   |
|                         | Cândido Ferreira         | 1     | 0,04 / 100,00   |
| Votos Inválidos         | Votos Inválidos          | 46    | 2,01 / 100,00   |
| Total                   | Total                    | 2 290 | 100,00 / 100,00 |
| Eleitorado/Participação | Eleitorado/Participação  | 4 987 | 45,92 / 100,00  |

#### Cavernães
| Candidato               | Candidato                | Votos | %               |
| ----------------------- | ------------------------ | ----- | --------------- |
|                         | Marcelo Rebelo de Sousa  | 472   | 67,72 / 100,00  |
|                         | António Sampaio da Nóvoa | 102   | 14,63 / 100,00  |
|                         | Marisa Matias            | 49    | 7,03 / 100,00   |
|                         | Vitorino Silva           | 30    | 4,30 / 100,00   |
|                         | Maria de Belém Roseira   | 21    | 3,01 / 100,00   |
|                         | Paulo de Morais          | 11    | 1,58 / 100,00   |
|                         | Henrique Neto            | 7     | 1,00 / 100,00   |
|                         | Edgar Silva              | 4     | 0,57 / 100,00   |
|                         | Jorge Sequeira           | 1     | 0,14 / 100,00   |
|                         | Cândido Ferreira         | 0     | 0,00 / 100,00   |
| Votos Inválidos         | Votos Inválidos          | 16    | 2,24 / 100,00   |
| Total                   | Total                    | 713   | 100,00 / 100,00 |
| Eleitorado/Participação | Eleitorado/Participação  | 1 447 | 49,27 / 100,00  |

#### Cota
| Candidato               | Candidato                | Votos | %               |
| ----------------------- | ------------------------ | ----- | --------------- |
|                         | Marcelo Rebelo de Sousa  | 336   | 68,29 / 100,00  |
|                         | António Sampaio da Nóvoa | 80    | 16,26 / 100,00  |
|                         | Marisa Matias            | 31    | 6,30 / 100,00   |
|                         | Maria de Belém Roseira   | 18    | 3,66 / 100,00   |
|                         | Vitorino Silva           | 17    | 3,46 / 100,00   |
|                         | Henrique Neto            | 5     | 1,02 / 100,00   |
|                         | Paulo de Morais          | 2     | 0,41 / 100,00   |
|                         | Edgar Silva              | 1     | 0,20 / 100,00   |
|                         | Jorge Sequeira           | 1     | 0,20 / 100,00   |
|                         | Cândido Ferreira         | 1     | 0,20 / 100,00   |
| Votos Inválidos         | Votos Inválidos          | 14    | 2,76 / 100,00   |
| Total                   | Total                    | 506   | 100,00 / 100,00 |
| Eleitorado/Participação | Eleitorado/Participação  | 1 449 | 34,92 / 100,00  |

#### Coutos de Viseu
| Candidato               | Candidato                | Votos | %               |
| ----------------------- | ------------------------ | ----- | --------------- |
|                         | Marcelo Rebelo de Sousa  | 447   | 62,26 / 100,00  |
|                         | António Sampaio da Nóvoa | 150   | 20,89 / 100,00  |
|                         | Marisa Matias            | 39    | 5,43 / 100,00   |
|                         | Maria de Belém Roseira   | 23    | 3,20 / 100,00   |
|                         | Vitorino Silva           | 22    | 3,06 / 100,00   |
|                         | Edgar Silva              | 19    | 2,65 / 100,00   |
|                         | Paulo de Morais          | 13    | 1,81 / 100,00   |
|                         | Henrique Neto            | 4     | 0,56 / 100,00   |
|                         | Cândido Ferreira         | 1     | 0,14 / 100,00   |
|                         | Jorge Sequeira           | 0     | 0,00 / 100,00   |
| Votos Inválidos         | Votos Inválidos          | 11    | 1,51 / 100,00   |
| Total                   | Total                    | 729   | 100,00 / 100,00 |
| Eleitorado/Participação | Eleitorado/Participação  | 1 595 | 45,71 / 100,00  |

#### Fail e Vila Chã de Sá
| Candidato               | Candidato                | Votos | %               |
| ----------------------- | ------------------------ | ----- | --------------- |
|                         | Marcelo Rebelo de Sousa  | 685   | 63,96 / 100,00  |
|                         | António Sampaio da Nóvoa | 203   | 18,95 / 100,00  |
|                         | Marisa Matias            | 82    | 7,66 / 100,00   |
|                         | Maria de Belém Roseira   | 47    | 4,39 / 100,00   |
|                         | Vitorino Silva           | 33    | 3,08 / 100,00   |
|                         | Paulo de Morais          | 11    | 1,03 / 100,00   |
|                         | Edgar Silva              | 6     | 0,56 / 100,00   |
|                         | Henrique Neto            | 3     | 0,28 / 100,00   |
|                         | Jorge Sequeira           | 1     | 0,09 / 100,00   |
|                         | Cândido Ferreira         | 0     | 0,00 / 100,00   |
| Votos Inválidos         | Votos Inválidos          | 29    | 2,64 / 100,00   |
| Total                   | Total                    | 1 100 | 100,00 / 100,00 |
| Eleitorado/Participação | Eleitorado/Participação  | 2 602 | 42,28 / 100,00  |

#### Fragosela
| Candidato               | Candidato                | Votos | %               |
| ----------------------- | ------------------------ | ----- | --------------- |
|                         | Marcelo Rebelo de Sousa  | 711   | 65,47 / 100,00  |
|                         | António Sampaio da Nóvoa | 206   | 18,97 / 100,00  |
|                         | Marisa Matias            | 68    | 6,26 / 100,00   |
|                         | Vitorino Silva           | 36    | 3,31 / 100,00   |
|                         | Maria de Belém Roseira   | 32    | 2,95 / 100,00   |
|                         | Paulo de Morais          | 19    | 1,75 / 100,00   |
|                         | Edgar Silva              | 7     | 0,64 / 100,00   |
|                         | Henrique Neto            | 4     | 0,37 / 100,00   |
|                         | Cândido Ferreira         | 2     | 0,18 / 100,00   |
|                         | Jorge Sequeira           | 1     | 0,09 / 100,00   |
| Votos Inválidos         | Votos Inválidos          | 14    | 1,28 / 100,00   |
| Total                   | Total                    | 1 100 | 100,00 / 100,00 |
| Eleitorado/Participação | Eleitorado/Participação  | 2 387 | 46,08 / 100,00  |

#### Lordosa
| Candidato               | Candidato                | Votos | %               |
| ----------------------- | ------------------------ | ----- | --------------- |
|                         | Marcelo Rebelo de Sousa  | 569   | 69,99 / 100,00  |
|                         | António Sampaio da Nóvoa | 107   | 13,16 / 100,00  |
|                         | Marisa Matias            | 51    | 6,27 / 100,00   |
|                         | Maria de Belém Roseira   | 37    | 4,55 / 100,00   |
|                         | Vitorino Silva           | 29    | 3,57 / 100,00   |
|                         | Paulo de Morais          | 11    | 1,35 / 100,00   |
|                         | Henrique Neto            | 5     | 0,62 / 100,00   |
|                         | Edgar Silva              | 2     | 0,25 / 100,00   |
|                         | Cândido Ferreira         | 2     | 0,25 / 100,00   |
|                         | Jorge Sequeira           | 0     | 0,00 / 100,00   |
| Votos Inválidos         | Votos Inválidos          | 6     | 0,74 / 100,00   |
| Total                   | Total                    | 819   | 100,00 / 100,00 |
| Eleitorado/Participação | Eleitorado/Participação  | 2 294 | 35,70 / 100,00  |

#### Mundão
| Candidato               | Candidato                | Votos | %               |
| ----------------------- | ------------------------ | ----- | --------------- |
|                         | Marcelo Rebelo de Sousa  | 676   | 61,34 / 100,00  |
|                         | António Sampaio da Nóvoa | 185   | 16,79 / 100,00  |
|                         | Marisa Matias            | 107   | 9,71 / 100,00   |
|                         | Vitorino Silva           | 43    | 3,90 / 100,00   |
|                         | Maria de Belém Roseira   | 34    | 3,09 / 100,00   |
|                         | Paulo de Morais          | 27    | 2,45 / 100,00   |
|                         | Edgar Silva              | 14    | 1,27 / 100,00   |
|                         | Henrique Neto            | 14    | 1,27 / 100,00   |
|                         | Jorge Sequeira           | 1     | 0,09 / 100,00   |
|                         | Cândido Ferreira         | 1     | 0,09 / 100,00   |
| Votos Inválidos         | Votos Inválidos          | 21    | 1,96 / 100,00   |
| Total                   | Total                    | 1 124 | 100,00 / 100,00 |
| Eleitorado/Participação | Eleitorado/Participação  | 2 168 | 51,85 / 100,00  |

#### Orgens
| Candidato               | Candidato                | Votos | %               |
| ----------------------- | ------------------------ | ----- | --------------- |
|                         | Marcelo Rebelo de Sousa  | 962   | 58,84 / 100,00  |
|                         | António Sampaio da Nóvoa | 313   | 19,14 / 100,00  |
|                         | Marisa Matias            | 152   | 9,30 / 100,00   |
|                         | Maria de Belém Roseira   | 65    | 3,98 / 100,00   |
|                         | Vitorino Silva           | 63    | 3,85 / 100,00   |
|                         | Paulo de Morais          | 39    | 2,39 / 100,00   |
|                         | Edgar Silva              | 24    | 1,47 / 100,00   |
|                         | Henrique Neto            | 11    | 0,67 / 100,00   |
|                         | Jorge Sequeira           | 3     | 0,18 / 100,00   |
|                         | Cândido Ferreira         | 3     | 0,18 / 100,00   |
| Votos Inválidos         | Votos Inválidos          | 33    | 1,98 / 100,00   |
| Total                   | Total                    | 1 668 | 100,00 / 100,00 |
| Eleitorado/Participação | Eleitorado/Participação  | 3 404 | 49,00 / 100,00  |

#### Povolide
| Candidato               | Candidato                | Votos | %               |
| ----------------------- | ------------------------ | ----- | --------------- |
|                         | Marcelo Rebelo de Sousa  | 496   | 66,40 / 100,00  |
|                         | António Sampaio da Nóvoa | 134   | 17,94 / 100,00  |
|                         | Vitorino Silva           | 34    | 4,55 / 100,00   |
|                         | Marisa Matias            | 32    | 4,28 / 100,00   |
|                         | Maria de Belém Roseira   | 27    | 3,61 / 100,00   |
|                         | Edgar Silva              | 11    | 1,47 / 100,00   |
|                         | Paulo de Morais          | 4     | 0,54 / 100,00   |
|                         | Jorge Sequeira           | 4     | 0,54 / 100,00   |
|                         | Henrique Neto            | 3     | 0,40 / 100,00   |
|                         | Cândido Ferreira         | 2     | 0,27 / 100,00   |
| Votos Inválidos         | Votos Inválidos          | 9     | 1,19 / 100,00   |
| Total                   | Total                    | 756   | 100,00 / 100,00 |
| Eleitorado/Participação | Eleitorado/Participação  | 1 791 | 42,21 / 100,00  |

#### Ranhados
| Candidato               | Candidato                | Votos | %               |
| ----------------------- | ------------------------ | ----- | --------------- |
|                         | Marcelo Rebelo de Sousa  | 1 199 | 56,21 / 100,00  |
|                         | António Sampaio da Nóvoa | 470   | 22,03 / 100,00  |
|                         | Marisa Matias            | 203   | 9,52 / 100,00   |
|                         | Maria de Belém Roseira   | 78    | 3,66 / 100,00   |
|                         | Vitorino Silva           | 74    | 3,47 / 100,00   |
|                         | Paulo de Morais          | 61    | 2,86 / 100,00   |
|                         | Edgar Silva              | 25    | 1,17 / 100,00   |
|                         | Henrique Neto            | 15    | 0,70 / 100,00   |
|                         | Cândido Ferreira         | 5     | 0,23 / 100,00   |
|                         | Jorge Sequeira           | 3     | 0,14 / 100,00   |
| Votos Inválidos         | Votos Inválidos          | 66    | 3,00 / 100,00   |
| Total                   | Total                    | 2 199 | 100,00 / 100,00 |
| Eleitorado/Participação | Eleitorado/Participação  | 4 237 | 51,90 / 100,00  |

#### Repeses e São Salvador
| Candidato               | Candidato                | Votos | %               |
| ----------------------- | ------------------------ | ----- | --------------- |
|                         | Marcelo Rebelo de Sousa  | 1 535 | 56,17 / 100,00  |
|                         | António Sampaio da Nóvoa | 630   | 23,05 / 100,00  |
|                         | Marisa Matias            | 243   | 8,89 / 100,00   |
|                         | Paulo de Morais          | 96    | 3,51 / 100,00   |
|                         | Vitorino Silva           | 92    | 3,37 / 100,00   |
|                         | Maria de Belém Roseira   | 76    | 2,78 / 100,00   |
|                         | Edgar Silva              | 28    | 1,02 / 100,00   |
|                         | Henrique Neto            | 24    | 0,88 / 100,00   |
|                         | Cândido Ferreira         | 6     | 0,22 / 100,00   |
|                         | Jorge Sequeira           | 3     | 0,11 / 100,00   |
| Votos Inválidos         | Votos Inválidos          | 78    | 2,77 / 100,00   |
| Total                   | Total                    | 2 811 | 100,00 / 100,00 |
| Eleitorado/Participação | Eleitorado/Participação  | 5 131 | 54,78 / 100,00  |

#### Ribafeita
| Candidato               | Candidato                | Votos | %               |
| ----------------------- | ------------------------ | ----- | --------------- |
|                         | Marcelo Rebelo de Sousa  | 485   | 74,62 / 100,00  |
|                         | António Sampaio da Nóvoa | 87    | 13,38 / 100,00  |
|                         | Marisa Matias            | 38    | 5,85 / 100,00   |
|                         | Vitorino Silva           | 19    | 2,92 / 100,00   |
|                         | Maria de Belém Roseira   | 12    | 1,85 / 100,00   |
|                         | Paulo de Morais          | 3     | 0,46 / 100,00   |
|                         | Edgar Silva              | 3     | 0,46 / 100,00   |
|                         | Henrique Neto            | 3     | 0,46 / 100,00   |
|                         | Jorge Sequeira           | 0     | 0,00 / 100,00   |
|                         | Cândido Ferreira         | 0     | 0,00 / 100,00   |
| Votos Inválidos         | Votos Inválidos          | 9     | 1,37 / 100,00   |
| Total                   | Total                    | 659   | 100,00 / 100,00 |
| Eleitorado/Participação | Eleitorado/Participação  | 1 511 | 43,61 / 100,00  |

#### Rio de Loba
| Candidato               | Candidato                | Votos | %               |
| ----------------------- | ------------------------ | ----- | --------------- |
|                         | Marcelo Rebelo de Sousa  | 2 468 | 62,81 / 100,00  |
|                         | António Sampaio da Nóvoa | 727   | 18,50 / 100,00  |
|                         | Marisa Matias            | 306   | 7,79 / 100,00   |
|                         | Vitorino Silva           | 137   | 3,49 / 100,00   |
|                         | Maria de Belém Roseira   | 120   | 3,05 / 100,00   |
|                         | Paulo de Morais          | 80    | 2,04 / 100,00   |
|                         | Edgar Silva              | 45    | 1,15 / 100,00   |
|                         | Henrique Neto            | 31    | 0,79 / 100,00   |
|                         | Jorge Sequeira           | 9     | 0,23 / 100,00   |
|                         | Cândido Ferreira         | 6     | 0,15 / 100,00   |
| Votos Inválidos         | Votos Inválidos          | 104   | 2,58 / 100,00   |
| Total                   | Total                    | 4 033 | 100,00 / 100,00 |
| Eleitorado/Participação | Eleitorado/Participação  | 8 277 | 48,73 / 100,00  |

#### Santos Evos
| Candidato               | Candidato                | Votos | %               |
| ----------------------- | ------------------------ | ----- | --------------- |
|                         | Marcelo Rebelo de Sousa  | 371   | 58,98 / 100,00  |
|                         | António Sampaio da Nóvoa | 150   | 23,85 / 100,00  |
|                         | Marisa Matias            | 47    | 7,47 / 100,00   |
|                         | Maria de Belém Roseira   | 24    | 3,82 / 100,00   |
|                         | Vitorino Silva           | 18    | 2,86 / 100,00   |
|                         | Edgar Silva              | 6     | 0,95 / 100,00   |
|                         | Paulo de Morais          | 4     | 0,64 / 100,00   |
|                         | Henrique Neto            | 3     | 0,48 / 100,00   |
|                         | Jorge Sequeira           | 3     | 0,48 / 100,00   |
|                         | Cândido Ferreira         | 3     | 0,48 / 100,00   |
| Votos Inválidos         | Votos Inválidos          | 13    | 2,02 / 100,00   |
| Total                   | Total                    | 642   | 100,00 / 100,00 |
| Eleitorado/Participação | Eleitorado/Participação  | 1 583 | 40,56 / 100,00  |

#### São Cipriano e Vil de Souto
| Candidato               | Candidato                | Votos | %               |
| ----------------------- | ------------------------ | ----- | --------------- |
|                         | Marcelo Rebelo de Sousa  | 646   | 66,19 / 100,00  |
|                         | António Sampaio da Nóvoa | 137   | 14,04 / 100,00  |
|                         | Marisa Matias            | 76    | 7,79 / 100,00   |
|                         | Vitorino Silva           | 47    | 4,82 / 100,00   |
|                         | Maria de Belém Roseira   | 27    | 2,77 / 100,00   |
|                         | Paulo de Morais          | 21    | 2,15 / 100,00   |
|                         | Edgar Silva              | 12    | 1,23 / 100,00   |
|                         | Henrique Neto            | 6     | 0,61 / 100,00   |
|                         | Cândido Ferreira         | 3     | 0,31 / 100,00   |
|                         | Jorge Sequeira           | 1     | 0,10 / 100,00   |
| Votos Inválidos         | Votos Inválidos          | 29    | 2,88 / 100,00   |
| Total                   | Total                    | 1 005 | 100,00 / 100,00 |
| Eleitorado/Participação | Eleitorado/Participação  | 1 873 | 53,66 / 100,00  |

#### São João de Lourosa
| Candidato               | Candidato                | Votos | %               |
| ----------------------- | ------------------------ | ----- | --------------- |
|                         | Marcelo Rebelo de Sousa  | 1 202 | 62,73 / 100,00  |
|                         | António Sampaio da Nóvoa | 356   | 18,58 / 100,00  |
|                         | Marisa Matias            | 152   | 7,93 / 100,00   |
|                         | Vitorino Silva           | 69    | 3,60 / 100,00   |
|                         | Maria de Belém Roseira   | 64    | 3,34 / 100,00   |
|                         | Paulo de Morais          | 37    | 1,93 / 100,00   |
|                         | Edgar Silva              | 20    | 1,04 / 100,00   |
|                         | Henrique Neto            | 12    | 0,63 / 100,00   |
|                         | Jorge Sequeira           | 2     | 0,10 / 100,00   |
|                         | Cândido Ferreira         | 2     | 0,10 / 100,00   |
| Votos Inválidos         | Votos Inválidos          | 38    | 1,95 / 100,00   |
| Total                   | Total                    | 1 954 | 100,00 / 100,00 |
| Eleitorado/Participação | Eleitorado/Participação  | 4 325 | 45,18 / 100,00  |

#### São Pedro de France
| Candidato               | Candidato                | Votos | %               |
| ----------------------- | ------------------------ | ----- | --------------- |
|                         | Marcelo Rebelo de Sousa  | 487   | 72,15 / 100,00  |
|                         | António Sampaio da Nóvoa | 97    | 14,37 / 100,00  |
|                         | Marisa Matias            | 33    | 4,89 / 100,00   |
|                         | Maria de Belém Roseira   | 26    | 3,85 / 100,00   |
|                         | Vitorino Silva           | 16    | 2,37 / 100,00   |
|                         | Henrique Neto            | 7     | 1,04 / 100,00   |
|                         | Edgar Silva              | 4     | 0,59 / 100,00   |
|                         | Paulo de Morais          | 3     | 0,44 / 100,00   |
|                         | Jorge Sequeira           | 1     | 0,15 / 100,00   |
|                         | Cândido Ferreira         | 1     | 0,15 / 100,00   |
| Votos Inválidos         | Votos Inválidos          | 15    | 2,17 / 100,00   |
| Total                   | Total                    | 690   | 100,00 / 100,00 |
| Eleitorado/Participação | Eleitorado/Participação  | 1 430 | 48,25 / 100,00  |

#### Silgueiros
| Candidato               | Candidato                | Votos | %               |
| ----------------------- | ------------------------ | ----- | --------------- |
|                         | Marcelo Rebelo de Sousa  | 1 016 | 68,70 / 100,00  |
|                         | António Sampaio da Nóvoa | 226   | 15,28 / 100,00  |
|                         | Marisa Matias            | 88    | 5,95 / 100,00   |
|                         | Maria de Belém Roseira   | 68    | 4,60 / 100,00   |
|                         | Vitorino Silva           | 39    | 2,64 / 100,00   |
|                         | Paulo de Morais          | 27    | 1,83 / 100,00   |
|                         | Edgar Silva              | 5     | 0,34 / 100,00   |
|                         | Henrique Neto            | 5     | 0,34 / 100,00   |
|                         | Cândido Ferreira         | 3     | 0,20 / 100,00   |
|                         | Jorge Sequeira           | 2     | 0,14 / 100,00   |
| Votos Inválidos         | Votos Inválidos          | 28    | 1,86 / 100,00   |
| Total                   | Total                    | 1 507 | 100,00 / 100,00 |
| Eleitorado/Participação | Eleitorado/Participação  | 3 351 | 42,44 / 100,00  |

#### Viseu
| Candidato               | Candidato                | Votos  | %               |
| ----------------------- | ------------------------ | ------ | --------------- |
|                         | Marcelo Rebelo de Sousa  | 6 439  | 57,66 / 100,00  |
|                         | António Sampaio da Nóvoa | 2 641  | 23,65 / 100,00  |
|                         | Marisa Matias            | 880    | 7,88 / 100,00   |
|                         | Maria de Belém Roseira   | 318    | 2,85 / 100,00   |
|                         | Paulo de Morais          | 317    | 2,84 / 100,00   |
|                         | Vitorino Silva           | 289    | 2,59 / 100,00   |
|                         | Edgar Silva              | 149    | 1,33 / 100,00   |
|                         | Henrique Neto            | 102    | 0,91 / 100,00   |
|                         | Jorge Sequeira           | 23     | 0,21 / 100,00   |
|                         | Cândido Ferreira         | 10     | 0,09 / 100,00   |
| Votos Inválidos         | Votos Inválidos          | 247    | 2,16 / 100,00   |
| Total                   | Total                    | 11 415 | 100,00 / 100,00 |
| Eleitorado/Participação | Eleitorado/Participação  | 22 119 | 51,61 / 100,00  |